# Росси, Мариана
Мариана Росси (исп. Mariana Rossi, 2 января 1979, Висенте Лопес, Аргентина) — аргентинская хоккеистка (хоккей на траве), защитник. Бронзовый призёр летних Олимпийских игр 2008 года, чемпионка мира 2010 года, бронзовый призёр чемпионата мира 2014 года, чемпионка Америки 2013 года.

## Биография
Мариана Росси родилась 2 января 1979 года в аргентинском городе Висенте Лопес в провинции Буэнос-Айрес.
Играла в хоккей на траве за «Сант-Катеринес» из Буэнос-Айреса.
В 1997 году в составе юниорской сборной Аргентины выиграла чемпионат Америки в Сантьяго и стала бронзовым призёром чемпионата мира в Соннаме.
В 2005—2014 годах выступала за сборную Аргентины, провела 102 матча.
В 2008 году вошла в состав женской сборной Аргентины по хоккею на траве на летних Олимпийских играх в Пекине и завоевала бронзовую медаль. Играла на позиции защитника, провела 7 матчей, мячей не забивала.
В 2010 году выиграла чемпионат мира в Росарио, в 2014 году завоевала бронзу на чемпионате мира в Гааге.
В 2013 году завоевала золотую медаль чемпионата Америки.
В 2008 и 2010 годах выигрывала Трофей чемпионов.